# Lena Högdahl
Lena Margareta Högdahl, född 15 juni 1963, är en svensk tidigare handbollsspelare, niometersspelare som spelade för Stockholmspolisens IF.

## Karriär
Lena Högdahls karriär började i och utspelade sig i Stockholmspolisens IF. Hon hade i barnaåren Evy Nordström som tränare. Hennes far Lars Högdahl var tränare i klubben, och hon hade en storebror Arne Högdahl som också var aktiv i klubben. Lena Högdahl var mycket framgångsrik och spelade snart i A-laget. Stockholmspolisen var landets ledande klubb vid denna tid och med klubben blev det flera SM-titlar. Första titeln tog Högdahl 17 år gammal, 1980. Sedan blev det fem till på rad. Genombrottet kom säsongen 1983/1984 då Ann-Britt Carlsson (sedermera Furugård) hade lämnat Stockholmspolisen. Högdahl blev vald till Årets handbollsspelare i Sverige 1983-1984. Denna säsong utvecklades Högdahl till en stöttepelare i klubben. Samtidigt i augusti 1983 drabbades hon av att hon fick diabetes.
Landslagskarriären började i ungdomslandslagen och fortsatte i svenska A-landslaget där Lena Högdahl gjorde mio landskamper 1984–1985. Under detta år betraktades hon som ett framtidslöfte i landslaget, men det blev bara dessa nio landskamper under denna enda säsong. Det är svårt att följa Lena Högdahls karriär efter 1985.
Landslagskarriären tog slut och Stockholmspolisen förlorade sin rangplats till Tyresö HF. När Stockholmspolisen tog sitt nästa SM-guld 1990 var inte Lena Högdahl med i laget.

## Klubbar
- Stockholmspolisens IF (moderklubb)

## Meriter
- 6 SM-guld (1980, 1981, 1982, 1983, 1984 och 1985)
- 9 landskamper 1984–1985 med Sveriges landslag